# Teplice (Teplicei járás)
Teplice (németül Teplitz-Schönau) város Csehországban, az Ústí nad Labem-i kerületben.

## Fekvése
Csehország északnyugati részén helyezkedik el, a német határtól 11 km-re, a településtől délkeletre fekvő Prágától pedig 90 km-re található.

## Története

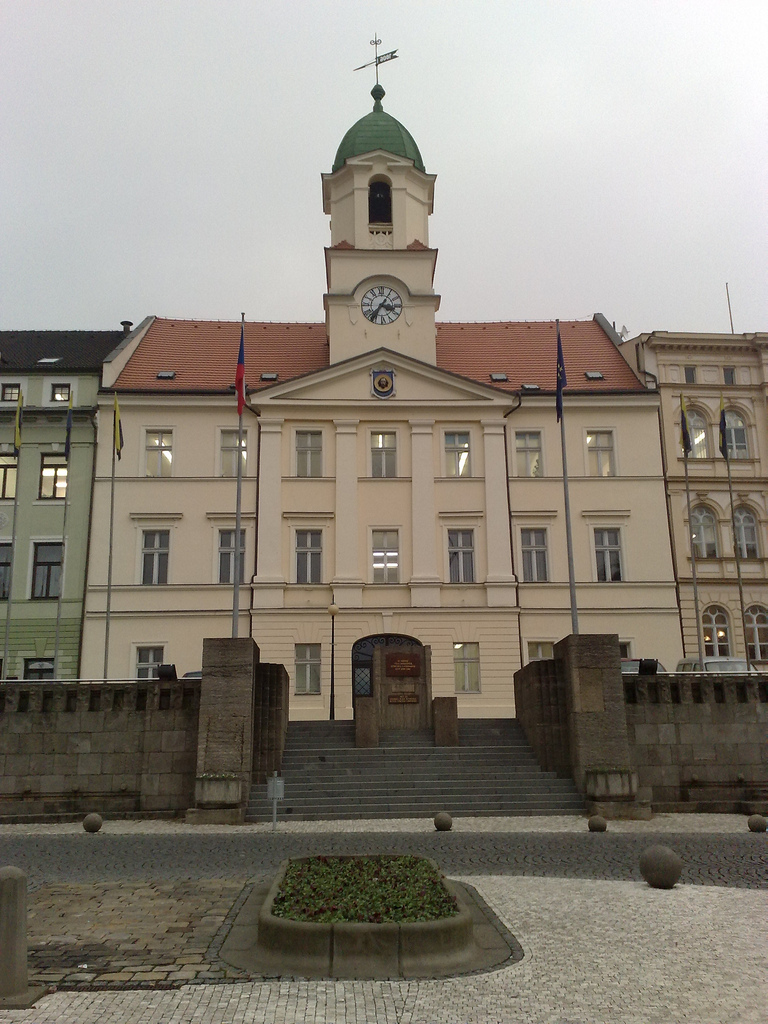
A városháza

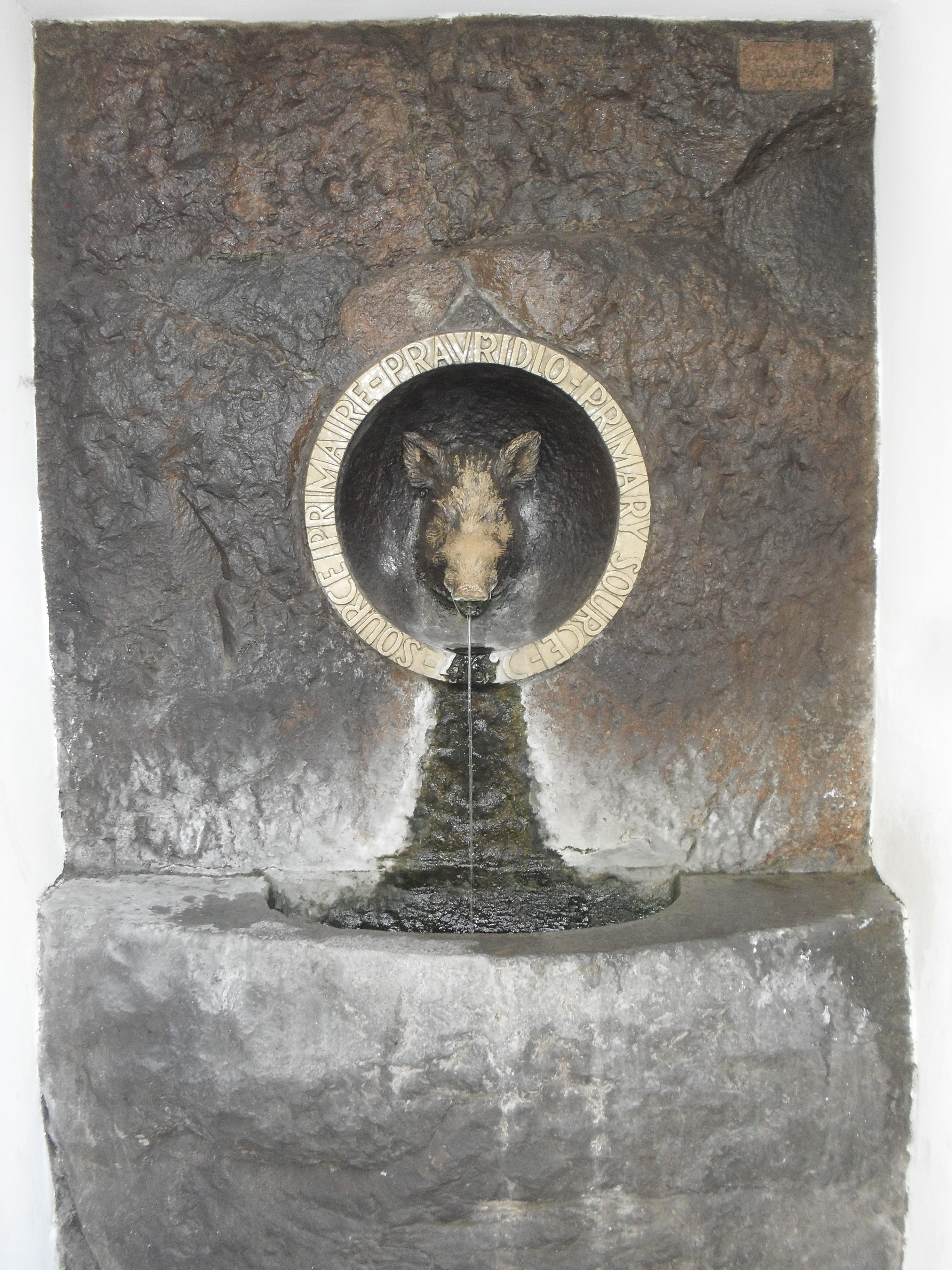
Díszkút a Teplice felfedezését jelképező disznófejjel

Teplice egykor híres fürdőváros volt,  melegvizű fürdőit már a 16. században említették, de az első okleveles említése 1158-ból maradt fenn, amikor I. Ulászló cseh király és második felesége, a türingiai származású Judit királyné itt kolostort és bencés apátságot alapított, amely a huszita háborúk alatt pusztult el.
A 15. század végén Pogyebrád György cseh király és felesége várat is emeltetett itt. 
1793-ban nagy tűzvész pusztított, miután a város nagy részét klasszicista stílusban építették át. 
A Habsburg Birodalomhoz tartozott az első világháborúig, ezt követően csatolták az újonnan létrehozott Csehszlovákiához. Lakosságának túlnyomó része az 1947-es kitelepítésig német volt, a Szudétavidék számos német szervezete székelt itt. A második világháború után, miután a csehszlovák kormány bevezette a Beneš-dekrétumokokat, a német etnikumú lakosságát kitelepítették Teplicéből. 
A fürdőváros fénykorában több híresség is ellátogatott ide, például Goethe, Beethoven is fürdővendég volt a városban. 
Forrásvizeinek vízhozama az 1800-as évek vége felé erősen meggyengült, ma már a vizet szivattyúkkal tudják csak a felszínre hozni. Vize isiász, köszvény, reuma, ízületi betegségek, bénulások ellen hatásos. Szerepét mára nagyrészt Karlovy Vary vette át.

## Nevezetességek
- A teplicei kastély 1583 és 1634 között épült reneszánsz stílusban egy középkori kolostor alapjain, később empire stílusban építették át. A kastélyban múzeum és képtár működik.

## Híres emberek
- Wesselényi Ferenc (1605–1667), főnemes, hadvezér, Magyarország nádora
- Julius von Payer (1841-1915)  sarkkutató
- Karl Pohlig (1864-1928) karmester
- Paul Kohner (1902-1988), filmproducer
- Frederick Kohner (1905-1986) író
- Helmut Pfleger (született 1943-ban) sakknagymester
- Itt született 1963-ban Bohdan Chlíbec cseh költő.
- Itt hunyt el Forbáth Imre (1898–1967) költő, író, újságíró

## Népesség
A település népessége az elmúlt években az alábbi módon változott:
| Lakosok száma | 10 155 | 44 626 | 52 655 | 46 750 | 53 964 | 49 640 | 49 959 | 49 575 | 48 428 | 50 959 |
|               | 1869   | 1900   | 1921   | 1961   | 1980   | 2011   | 2016   | 2019   | 2021   | 2024   |